# I. Péter szerb király
I. Péter (szerbül: Петар I Карађорђевић / Petar I Karađorđević; Belgrád, 1844. június 29. – Belgrád, 1921. augusztus 16.) 1903–1918 között Szerbia királya, majd 1918-tól a Szerb–Horvát–Szlovén Királyság, azaz a majdani Jugoszlávia uralkodója. A Karagyorgyevics-ház tagja.

## Élete
I. (Karađorđević) Sándor szerb fejedelem és Persida Nenadović ötödik gyermekeként és harmadszülött fiaként született 1844. június 29-én Belgrádban. 1847-ben a kiskorú bátyjának a halála után lett apja örököse, aki viszont 1859-ben lemondott a trónról, így az Obrenovićok kerültek újra hatalomra, apja a családjával száműzetésbe ment.
1883. augusztus 1-jén dinasztikus házasságot kötött, és feleségül vette Petrović-Njegoš Zorka (1864–1890) montenegrói hercegnőt, I. Miklós montenegrói herceg, későbbi király legidősebb lányát. Péter gyakran verte feleségét, sokszor minden ok nélkül, ami miatt apósa meggyűlölte.
Zorka 1890-ben hazájában, Cetinjében hunyt el. A hivatalos szerb történetírás szerint ötödik gyermekének a szülésébe halt bele a megszületett kisfiával együtt, ugyanakkor legidősebb fia, Karađorđević György herceg, aki akkoriban hároméves volt később úgy emlékezett, hogy édesanyja terhesen leesett a lépcsőn. Létezik Zorka haláláról egy harmadik verzió is. A montenegróiak szerint Péter egyik szokásos dühkitörése miatt a szerencsétlen asszony állapotosan lezuhant a lépcsőn, azaz Péter annyira megrúgta, hogy Zorka belehalt a korai szülésbe.
Péter több házasságot nem kötött.
Későbbi utóda, Sándor herceg úgyszintén Montenegró fővárosában, Cetinjében látta meg a napvilágot.

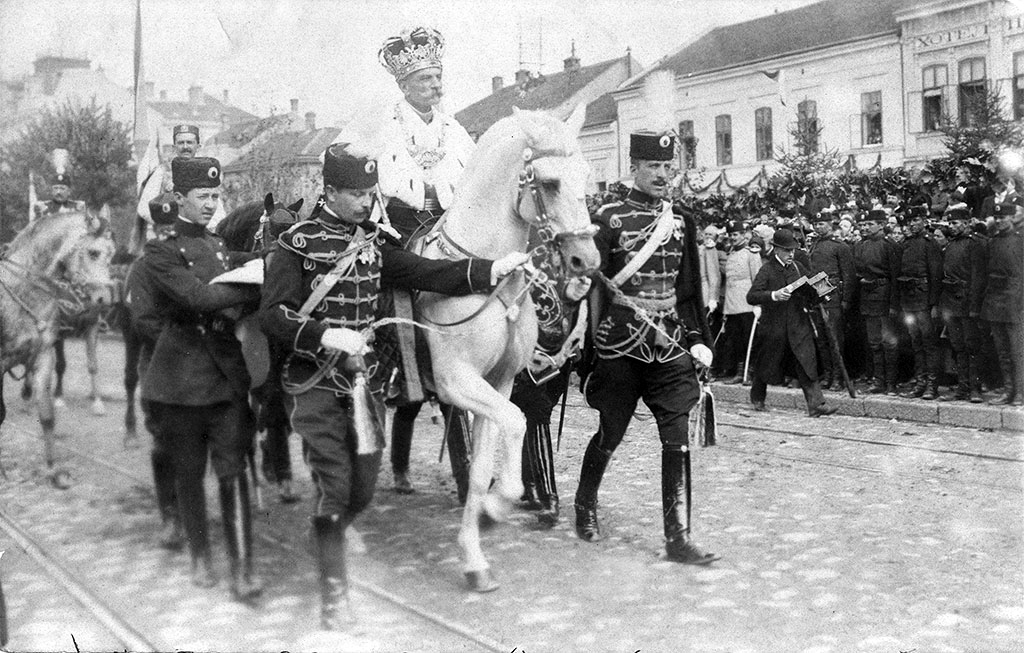
I. Péter a koronával a fején Belgrádban a Mihály fejedelem utcáján 1904-ben

1903. június 11-én meggyilkolták a gyermektelen I. (Obrenović) Sándor szerb királyt a feleségével, Draga királynéval együtt.
Egy francia újságíró, De Prévignaud cikkében vádat emelt Karađorđević Péter és Carikov belgrádi orosz követ ellen. Azt állította róluk, hogy előre tudtak a gyilkosságról, sőt, hogy ők szervezték azt. De Prévignaud cikkében elmondta, hogy az összeesküvés székhelye Genfben volt, a Rue Belletnek abban a házában, ahol Karađorđević Péter lakott. Ő adta ki a parancsot Živojin Balugdžić nevű titkára útján, hogy nem elűzni  kell a királyt, hanem megölni.
1903.június 15-én a parlament Pétert választotta királlyá.
Visszaállította az 1888. évi alkotmányt, amely helyreállította a parlament hatalmát. Külpolitikai orientációjában változás következett be és az Osztrák–Magyar Monarchia helyett Oroszország felé közeledett.
1909. március 28-án elsőszülött fia, György herceg lemondott a trónöröklési jogáról, és ekkor lett trónörökös a kisebbik fia, aki követte apját a trónon, Sándor herceg.
Uralkodása alatt alakult meg a Balkán-szövetség, amely a még Oszmán Birodalom fennhatósága alá tartozó országrészek felosztását tekintette céljának. Az 1912–1913. évi Balkán-háborúk idején szerezte meg Szerbia Koszovó, Makedónia és Novi Pazar egy részét.
1912 végén, az első balkáni háborúban, Péter király a szerb hadsereg főparancsnokaként  személyesen is részt vett a hadjáratban. Csapatai bestiális kegyetlenséggel, ezerszámra mészárolták le a békés, fegyvertelen albánokat, időseket, gyermekeket, nőket; katolikus, pravoszláv és muszlim albánokat egyaránt.
Az egyik korabeli jelentés szerint Kumanovo felé tartva  Péter király menetelő szerb katonákkal futott össze, akik megkötözött albánokat vezettek.  Péter megkérdezte katonáitól, hová vezetik őket, akik azt válaszolták neki, hogy kivégzésre. Péter erre azt mondta, hogy ne pazarolják a lőszert, hanem karóval verjék fejbe a foglyokat,  a holttesteiket pedig a Vardar folyóba dobják be.
Erősen befolyásolható személyiség volt, akit élete végéig rövid pórázon tartottak a királygyilkosok. Egészségi állapota folyamatosan romlott, ezért 
1914. július 5-én, röviddel az első világháború kitörése előtt átadta a valódi hatalmat másodszülött fiának, Sándor hercegnek. Nem mondott le a trónról, és haláláig, 1921-ig papíron uralkodó maradt, ezért fia addig csak régensként uralkodott, így Jugoszlávia elődje a Szerbek, Horvátok, Szlovének Királysága hivatalosan még az ő uralkodása alatt jött létre 1918-ban.

## Gyermekei
- Petrović-Njegoš Zorka (1864–1890) montenegrói hercegnőtől, 5 gyermek:  
  - Ilona (1884–1962), férje Ivan Konsztantyinovics Romanov orosz herceg (1886–1918), 2 gyermek
  - Milena (1886–1887)
  - György (1887–1972) szerb trónörökös, 1909-ben lemondott a trónöröklési jogáról, morganatikus (rangon aluli) házasságot kötött 1949-ben, felesége Radmila Radonjić (1907–1993), nem születtek gyermekei
  - Sándor (1888–1934), I. Sándor néven  jugoszláv király, felesége Hohenzollern-Sigmaringen Mária (1900–1961) román királyi hercegnő,[5] 3 fiú, többek között:
    - II. Péter (1923–1970) jugoszláv király, felesége Oldenburgi Alexandra (1921–1993) görög királyi hercegnő,[6] 1 fiú:

  - András (Cetinje, Montenegró, 1890. március 16. – Cetinje, Montenegró, 1890. március 16.)